# Philo Carpenter
Philo Carpenter (27 de febrero de 1805 - 7 de agosto de 1886) fue el primer farmacéutico de Chicago (Illinois). Conocido como un activo abolicionista, fue uno de los socios fundadores de la Elgin National Watch Company, empresa que en su momento llegaría a convertirse en la principal manufactura relojera de los Estados Unidos.

## Semblanza
Nacido en Savoy (Massachusetts) en 1805, el joven Philo aprendió medicina y el comercio farmacéutico en Troy, Nueva York, en la farmacia de Amatus Robins, y finalmente adquirió la mitad de las acciones del negocio. Allí se casó con Sarah Bridges en mayo de 1830, pero su esposa fallecería en el mes de noviembre siguiente.
Al unirse a la Iglesia Presbiteriana en Troy, se interesó en el trabajo misionero. Los negocios y la religión moldearon gran parte del resto de su vida.
Al enterarse por su primo de las oportunidades de hacer negocios y de captar miembros para su iglesia en la entonces frontera de los Estados Unidos, en 1832 vendió su parte de la farmacia. Tras enviar un suministro de medicamentos y equipo médico, se trasladó a Chicago, que en aquel entonces era un grupo de viviendas que se agrupaba alrededor de Fort Dearborn. Llegó durante un brote de cólera y ayudó a tratar a las víctimas.
Abrió la primera farmacia del asentamiento en una cabaña de troncos, en lo que ahora es Lake Street. En dos años ganó suficiente dinero como para poder volver al este y casarse en segundas nupcias con Ann Thompson. La pareja tuvo siete hijos.
La llegada de Philo y Ann Carpenter a Chicago fue un pequeño punto de inflexión en la historia de la zona, porque arribaron a la ciudad en un carruaje de lujo. Este fue el primer vehículo de este tipo que llegó a Chicago, y el viaje de los Carpenter demostró que la zona estaba a salvo de los ataques de los indios.
Carpenter invirtió mucho en bienes raíces en la zona que rodea lo que ahora es LaSalle Street y Wacker Drive, pero el pánico de 1837 supuso su ruina, y sus acreedores se quedaron con todas las tierras que había comprado. La zona valdría más de 200 millones de dólares en la actualidad.
Su negocio farmacéutico pronto le permitió recuperar su solvencia económica. Como era un hombre religioso, organizó la Escuela Dominical de la Primera Iglesia Presbiteriana. Perteneció al consejo de ancianos de esta iglesia hasta la Guerra de Secesión, cuando los miembros de la congregación se dividieron sobre si apoyar al Norte o al Sur.
Posteriormente organizó una nueva iglesia, la Primera Congregacional, y se convirtió en diácono. Carpenter también fue miembro del Seminario Teológico de Chicago y director gerente de la Sociedad Bíblica de Chicago.
En 1838 contribuyó a formar y dirigir el capítulo de Chicago de la Sociedad Antiesclavista Estadounidense, junto con Charles V. Dyer, Robert Freeman y Calvin DeWolf.

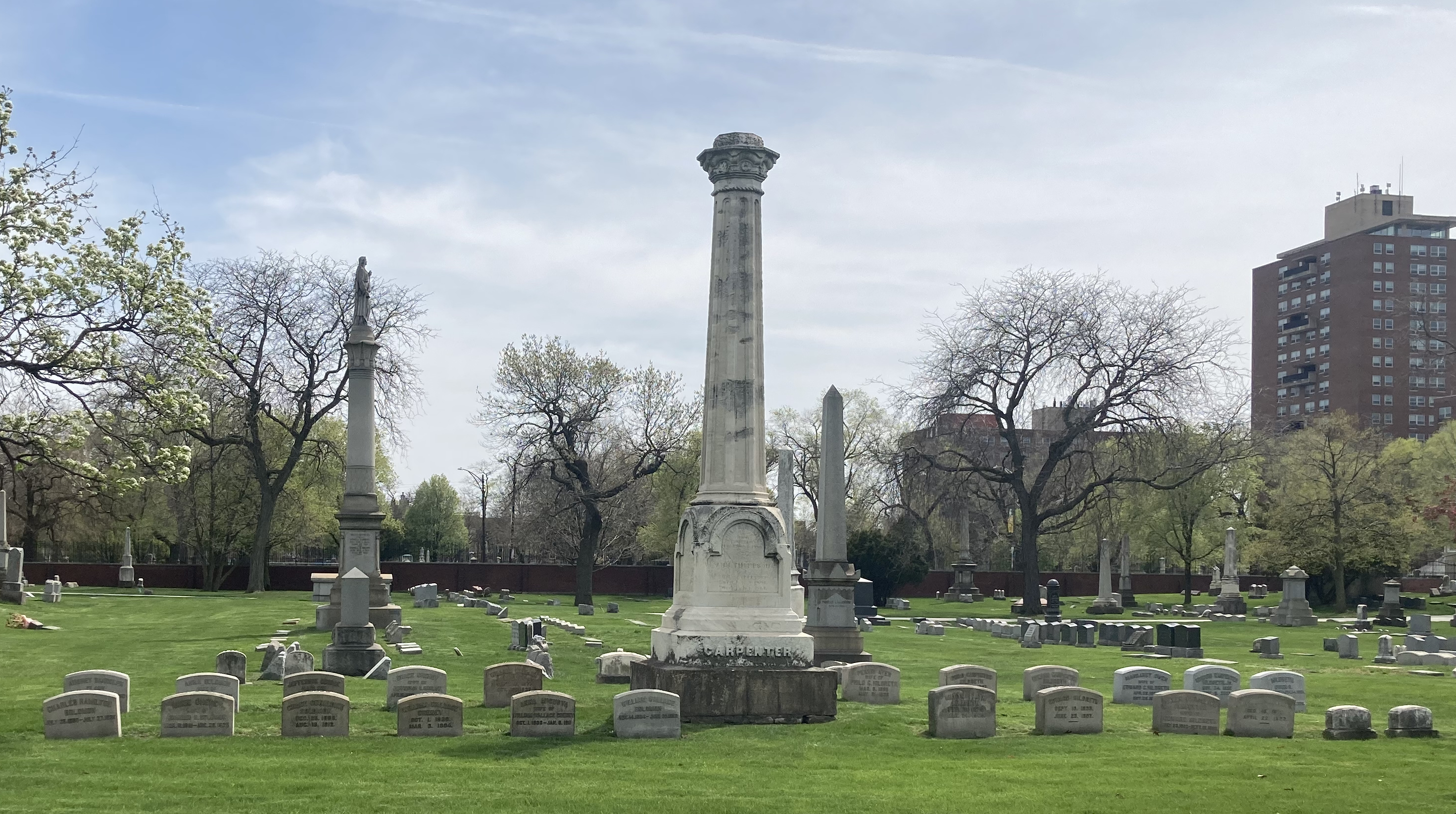
Tumba de Carpenter en el cementerio de Graceland

Se postuló para Alcalde de Chicago dos veces en la lista de candidatos de la Partido Libertad, perdiendo ante John Putnam Chapin en 1846 y ante James Curtiss en 1847.
Carpenter fue miembro del Comité de Educación de Chicago.
Tras el gran incendio de Chicago de 1871 organizó la Sociedad de socorro y ayuda. También fue miembro del Comité de Salud de Chicago y defendió la reforma a favor de la abstinencia del consumo de bebidas alcohólicas.
Murió en la casa de su hija en Chicago en 1886  a los 81 años de edad, y fue enterrado en el Cementerio Graceland.

## Legado
La primera escuela que llevó su nombre se construyó en 1868, al este de la escuela posterior, que abrió en 1957. La escuela Carpenter se cerraría en 2013. Una de sus hijas, Augusta Carpenter, dio nombre al bulevar Augusta de Chicago.